# Clitherall (Minnesota)
Clitherall es una ciudad ubicada en el condado de Otter Tail en el estado estadounidense de Minnesota. En el Censo de 2010 tenía una población de 112 habitantes y una densidad poblacional de 213,02 personas por km².

## Geografía
Clitherall se encuentra ubicada en las coordenadas 46°16′25″N 95°38′00″O / 46.27361, -95.63333. Según la Oficina del Censo de los Estados Unidos, Clitherall tiene una superficie total de 0.53 km², de la cual 0.53 km² corresponden a tierra firme y (0%) 0 km² es agua.

## Demografía
Según el censo de 2010, había 112 personas residiendo en Clitherall. La densidad de población era de 213,02 hab./km². De los 112 habitantes, Clitherall estaba compuesto por el 98.21% blancos, el 0.89% eran afroamericanos, el 0% eran amerindios, el 0% eran asiáticos, el 0% eran isleños del Pacífico, el 0% eran de otras razas y el 0.89% pertenecían a dos o más razas. Del total de la población el 0% eran hispanos o latinos de cualquier raza.

### Evolución demográfica
| 1900 | 1910 | 1920 | 1930 | 1940 | 1950 | 1960 | 1970 | 1980 | 1990 | 2000 | 2010 | est. 2015 |
| ---- | ---- | ---- | ---- | ---- | ---- | ---- | ---- | ---- | ---- | ---- | ---- | --------- |
| 167  | 187  | 178  | 151  | 172  | 175  | 138  | 131  | 121  | 109  | 118  | 112  | 114       |

## Localidades adyacentes
El diagrama siguiente presenta las localidades en un  radio de 20 km alrededor de Clitherall.